# Sobota (raper)
Sobota, właśc. Michał Sobolewski (ur. 25 lutego 1977 w Szczecinie), znany również jako S.O.B., Szekspir i eSOBe – polski raper.
Michał Sobolewski działalność artystyczną rozpoczął pod koniec lat 90. XX w. Początkowo związał się z zespołem Uquad-Squad, a w 1999 roku dołączył do popularnego wówczas zespołu Snuz. Wraz z grupą nagrał wydany rok później album zatytułowany Towar to sprawdzony maksymalnie czysty. Po rozwiązaniu zespołu raper kontynuował działalność artystyczną w składzie Mores RSH, wraz z którym nagrał m.in. dwie piosenki na ścieżkę dźwiękową głośnego dokumentu Sylwestra Latkowskiego „Klatka” (2003). Trzy lata później ukazało się jedyne wydawnictwo zespołu – Słowo droższe od złota, po czym projekt został zarzucony.
W międzyczasie Sobota dołączył do kolektywu Spółdzielnia (Ogarnij Się!). Wraz z zespołem muzyk nagrał kolejno cztery mixtape’y Mixtape 1 – Tony Jazzu (2007), Mixtape 2 – DJ Twister (2007), Mixtape 3 – DJ Feel-X (2008) oraz Mixtape 4 – DJ Feel-X (2010). W 2007 roku Sobota wziął udział w trasie koncertowej „Stoprocent Tour”, która była promowana teledyskiem do utworu o tym samym tytule. Nagrana m.in. z udziałem Pei, Kaczora i Donguralesko piosenka, a emitowana przez stację telewizyjną 4fun.tv przysporzyła Sobolewskiemu pewnej popularności w kraju. W 2009 roku ukazało się pierwsze solowe wydawnictwo Soboty – mixtape Urodzony by przegrać, żyje by wygrać. Jeszcze w 2009 roku do sprzedaży trafił album solowy rapera pt. Sobotaż. Na płycie znalazł się m.in. utwór „Tańcz głupia”, który przyniósł raperowi sukces jako artyście solowemu. Zrealizowany do utworu teledysk odnotował w przeciągu roku od premiery milion odsłon w serwisie YouTube.
W 2011 roku ukazał się drugi, wyprodukowany w całości przez Matheo, album studyjny rapera zatytułowany Gorączka sobotniej nocy. Promowana teledyskami do utworów „Jesteś już mój, jesteś już moja”, „Zabroń mi” i „Mój czas” płyta dotarła do 8. miejsca najpopularniejszych płyt w kraju (OLiS). Rok później „drugą młodość” zyskała piosenka z repertuaru Soboty „Tańcz głupia”, której mashup z bijącą rekordy popularności kompozycją „Ona tańczy dla mnie” discopolowego zespołu Weekend zrealizował raper i producent muzyczny 2sty. Ciesząca się popularnością w kraju piosenka do października 2013 roku została wyświetlona ponad 10 mln razy na łamach YouTube. W opublikowanym w 2013 roku przez agencję informacyjną Blitznews.pl rankingu najpopularniejszych polskich muzyków na Facebooku Sobota zajął 6. miejsce z wynikiem 571 tys. fanów. W kwietniu 2020 poinformował o zakończeniu kariery muzycznej, z czego później się wycofał.
W 2020 wziął ślub z Nielle Diarra. Z wcześniejszego związku ma syna.

## Działalność artystyczna
Michał Sobolewski działalność artystyczną rozpoczął pod koniec lat 90. XX w. Początkowo związał się z zespołem Uquad-Squad, a w 1999 roku dołączył do popularnego wówczas zespołu Snuz. Wraz z grupą nagrał wydany rok później album zatytułowany Towar to sprawdzony maksymalnie czysty. Pewną popularnością w kraju ciszyły się pochodzące z płyty piosenki „Upalne lato miejskie część 2” i „Wiara”, notowane, odpowiednio na 19. i 13. miejscu Szczecińskiej Listy Przebojów Polskiego Radia Szczecin. Po rozwiązaniu zespołu Snuz raper kontynuował działalność artystyczną w składzie Mores RSH wraz, z którym nagrał m.in. dwie piosenki na ścieżkę dźwiękową głośnego dokumentu Sylwestra Latkowskiego „Klatka” (2003). Także w 2003 roku Sobota gościł na nielegalu Tony Jazzu – Tony Jazzu w utworach „Kasa kasa” i „Styl nad style 2”. Trzy lata później ukazało się jedyne Mores RSH wydawnictwo zespołu – Słowo droższe od złota, po czym projekt został zarzucony. W międzyczasie Sobota dołączył do kolektywu Spółdzielnia (Ogarnij Się!). Wcześniej, w 2005 roku Sobota wziął udział w niezależnym projekcie „Kozackie klimaty”, filmie dokumentalnym zrealizowanym przez ZKF Skandal. W obrazie raper wystąpił u boku takich wykonawców jak: DJ Deszczu Strugi, Eldo, czy DJ Twister. W międzyczasie muzyk gościł także na albumie Projektantów – Mamy to we krwi! (2005). W 2007 roku Sobota wziął udział w trasie koncertowej „Stoprocent Tour”, która była promowana teledyskiem do utworu o tym samym tytule. Nagrana m.in. z udziałem Pei, Kaczora i Donguralesko piosenka, a emitowana przez stację telewizyjną 4fun.tv przysporzyła Sobolewskiemu pewnej popularności w kraju. W międzyczasie muzyk gościł na albumie 4P i Onila – Zorganizowana grupa rapowa w utworze „Sztorm”. Także w 2007 roku ukazały się kolejno mixtape’y formacji Spółdzielnia (Ogarnij Się!) – Mixtape 1: Tony Jazzu i Mixtape 2: DJ Twister. W 2008 roku raper gościł na płycie Projektantów – Braterstwo krwi. Zwrotki Soboty znalazły się w utworach „Pomocna dłoń” i „Warto wiedzieć”. Pod koniec roku do sprzedaży trafiły nagrania zespołu PMM – Polski mistrzowski manewr z gościnnym udziałem Sobolewskiego w utworze „SZ-N wita!!!”. Także w 2008 roku został wydany trzeci materiał projektu Spółdzielnia (Ogarnij Się!) – Mixtape 3: DJ Feel-X.
5 lutego 2009 roku nakładem StoProcent Records ukazał się pierwszy materiał solowy Soboty – mixtape Urodzony by przegrać, żyje by wygrać. Gościnnie w nagraniach wzięli udział m.in. Pih, DJ Twister, Kaczor oraz Łona. Materiał był promowany teledyskami do utworów „Dzielnia” i „Szczecin dawaj na majka”. Również w 2009 roku Sobota wystąpił na płycie duetu Toony i DJ Tomekk – Ehrenkodex oraz DSN – Dysonans.
28 października 2009 roku ukazał się album solowy Soboty pt. Sobotaż. Na płycie znalazł się m.in. utwór „Tańcz głupia”, który przyniósł raperowi sukces jako artyście solowemu. Zrealizowany do utworu teledysk odnotował w przeciągu roku od premiery milion odsłon w serwisie YouTube. W ramach promocji wydawnictwa zrealizowany został również wideoklip do kompozycji „Stoprocent 2” z udziałem Kool Savasa, Gurala, Wall-eego, Rytmusa, Bigza i Matheo.
W pierwszym półroczu 2010 Sobota wystąpił gościnnie na albumach: Sage – Hardcore Dealin’ Department 2010, 4P – Zły / Dobry chłopak, DJ Cube – Forfiter, Bosski Roman – Krak 3, Buczer – Podejrzany o rap: Mixtape vol.2, Smagalaz – Czillen Am Grillen oraz DJ Tomekk, Toony – Ehrenkodex. W międzyczasie, w maju do sprzedaży trafiła kompilacja Grube jointy. Na promującej legalizację posiadania marihuany płycie znalazł się autorski utwór rapera zatytułowany „Za damski huj”. Do piosenki powstał również wideoklip. Do końca 2010 roku Sobota gościł jeszcze na albumach Vienia – Etos 2010, Tony Jazzu – Dla każdego i Mariana Wielkopolskiego – High Quality. W 2010 roku ukazał się także ostatni materiał projektu Spółdzielnia (Ogarnij Się!) – Mixtape 4: DJ Feel-X.
W 2011 roku muzyk wziął udział w nagraniach drugiej części składanki Grube jointy 2: karani za nic. Raper tym razem na potrzeby nagrał zwrotki do dwóch utworów: „Suszyć kruszyć” i „Rusz dupsko na marsz”. Do drugiej kompozycji został zrealizowany promocyjny obraz. Następnie Sobolewski gościł na albumach Reny – Mój monopol, Kaliego – 50/50 i Chady – WGW. W czerwcu do sprzedaży trafił album Vienia nagrany z udziałem oiowego składu Way Side Crew – Wspólny mianownik. Na płycie znalazła się piosenka „Gril te sprawy...” z udziałem Soboty, która w oryginalne znalazła się na poprzedniej produkcji Vienia. Następnie Sobolewski wystąpił na debiucie solowym Rafiego – 200 ton, a we wrześniu na płycie formacji Macca Squad – Maccaradża mówi dość.
8 października 2011 roku ukazał się drugi, wyprodukowany w całości przez Matheo, album studyjny rapera zatytułowany Gorączka sobotniej nocy. Gościnnie w nagraniach wzięli udział m.in. Chada, Paluch, Pih, Tede, Tony Jazzu, a także chór Montu. Promowana teledyskami do utworów „Jesteś już mój, jesteś już moja”, „Zabroń mi” i „Mój czas” płyta dotarła do 8. miejsca najpopularniejszych płyt w kraju (OLiS). Również w październiku Sobota wystąpił na albumie Kajmana – K2 w piosence „W jednej chwili”. Z kolei w grudniu rapował na albumie Projekt Nasłuch – Nieznani sprawcy.
Na początku 2012 roku raper wystąpił na solowym albumie Winiego – Bóg jest miłością w zrealizowanej z udziałem licznych gości kompozycji „Nienawidzę raperów”. W piosence wystąpili ponadto m.in. Żurom, DJ Feel-X, VNM i B.R.O. Następnie muzyk wystąpił na albumach Kamelito – Droga Kamelita, Borixon – Rap Not Dead i Chada – Jeden z Was. W lipcu został wydany projekt GPD i Verte pod nazwą Da NarkoholiXXX, na płycie zatytułowanej Sex & przemoc. Zakazane piosenki Sobota wystąpił wraz z Bezczelem w promowanej teledyskiem piosence „Chodź wódkę pić”. W międzyczasie „drugą młodość” zyskała piosenka z repertuaru Soboty „Tańcz głupia”, której mashup z bijącą rekordy popularności kompozycją „Ona tańczy dla mnie” discopolowego zespołu Weekend zrealizował raper i producent muzyczny 2sty. Ciesząca się popularnością w kraju piosenka do października 2013 roku została wyświetlona ponad 10 mln razy na łamach YouTube. Pod koniec roku Sobolewski wystąpił na albumie formacji Bosskiskład – Braterska siła w utworze „Bania u Romana” oraz na bijącej rekordy popularności producenckiej płycie Donatana – Równonoc. Słowiańska dusza w kompozycji „Niespokojna dusza”. Jeszcze tego samego roku Sobota wziął udział w nagraniach mixtape’u Buczera Infamous Mixtape.
Na początku 2013 roku ukazał się solowy materiał związanego z zespołem Firma Popka – Monster. Na płycie znalazła się piosenka „Ja robię muzę, ty płaczesz”, w którym Sobota wystąpił u boku Winiego i Reny. Raper wystąpił także w teledysku do tegoż utworu. Następnie zwrotki muzyka znalazły się na płycie Bezczela – A.D.H.D. Z kolei w czerwcu ukazała się składanka Drużyna mistrzów 2: sport, muzyka, pasja z utworem „Ćpaj sport”, w którym Sobota wystąpił wraz z Reną, Kieru i Matheo.
W grudniu 2013 roku do sprzedaży trafił trzeci album solowy rapera zatytułowany Dziesięć przykazań. Wydawnictwo dotarło do 5. miejsca polskiej listy przebojów (OLiS). Nagrania poprzedził singel pt. „I. Nie będziesz miał bogów cudzych przede mną”. Płyta została w całości wyprodukowana przez Matheo. Na potrzeby płyty zostały zarejestrowane partie chóralne, a także organów w wykonaniu Macieja Cybulskiego m.in. w Katedrze pw. św. Jakuba Apostoła oraz kościołach pw. św. Mikołaja i pw. św. Józefa w Szczecinie. Gościnnie w nagraniach wzięli udział m.in. Borixon, Bonson, i Waldemar Kasta. Produkcja płyty była relacjonowana przez rapera filmami krótkometrażowymi, które zostały opublikowane na łamach serwisu YouTube.
W kwietniu 2020 Sobota wziął udział w akcji #hot16challenge2, przy której okazji poinformował o zakończeniu kariery. W listopadzie tego samego roku poinformował o powrocie do nagrywania muzyki.

## Dyskografia
Albumy
| Rok                                                      | Album                                                                                                  | Pozycja na liście | Sprzedaż       | Certyfikat              |
| Rok                                                      | Album                                                                                                  | POL               | Sprzedaż       | Certyfikat              |
| -------------------------------------------------------- | --- | ----------------- | -------------- | ----------------------- |
| 2009                                                     | Sobotaż - Data: 28 października 2009 - Wydawca: StoProcent Records - Format: CD                        | –                 | - POL: 15,000+ | - ZPAV: złota płyta     |
| 2011                                                     | Gorączka sobotniej nocy - Data: 8 października 2011 - Wydawca: StoProcent Records - Format: CD         | 8                 | - POL: 15,000+ | - ZPAV: złota płyta     |
| 2013                                                     | Dziesięć przykazań - Data: 7 grudnia 2013 - Wydawca: StoProcent Records - Format: CD, digital download | 5                 | - POL: 15,000+ | - ZPAV: złota płyta     |
| 2015                                                     | Sobota - Data: 6 listopada 2015 - Wydawca: StoProcent Records - Format: CD, digital download           | 2                 | - POL: 30,000+ | - ZPAV: platynowa płyta |
| 2021                                                     | Homo Sum - Data: 5 marca 2021 - Wydawca: Flow Production - Format: CD, digital download                | 6                 |                |                         |
| „ –” oznacza, że album nie był notowany na danej liście. | |                   |                |                         |

### Albumy kompilacyjne
| Rok  | Album | Pozycja na liście |
| Rok  | Album | POL               |
| ---- | --- | ----------------- |
| 2017 | Trzech Króli (oraz Popek i Matheo) - Data: 24 marca 2017 - Wydawca: Step Records - Format: CD, digital download | 5                 |

Mixtape’y
| Rok  | Dane dot. albumu |
| ---- | --- |
| 2009 | Urodzony by przegrać, żyje by wygrać - Data: 5 lutego 2009 - Wydawca: StoProcent Records - Format: CD, digital download |
| 2015 | Czekając na Sobotę (oraz Matheo) - Data: 8 kwietnia 2015 - Wydawca: StoProcent Records - Format: CD, digital download   |

Single
| Rok                                                        | Tytuł                                                     | Pozycja na liście | Certyfikat              | Album                   |
| Rok                                                        | Tytuł                                                     | SLiP              | Certyfikat              | Album                   |
| ---------------------------------------------------------- | --------------------------------------------------------- | ----------------- | ----------------------- | ----------------------- |
| 2009                                                       | „Stoprocent”                                              | –                 |                         | Sobotaż                 |
| 2009                                                       | „Tańcz głupia”                                            | –                 |                         | Sobotaż                 |
| 2009                                                       | „Dzień w dzień to samo”                                   | –                 |                         | Sobotaż                 |
| 2011                                                       | „Jesteś już mój, jesteś już moja”                         | –                 |                         | Gorączka sobotniej nocy |
| 2011                                                       | „Do góry łeb”                                             | –                 |                         | Gorączka sobotniej nocy |
| 2011                                                       | „Numer na życzenie”                                       | –                 |                         | Gorączka sobotniej nocy |
| 2013                                                       | „Nie kradnij”                                             | 45                |                         | Dziesięć przykazań      |
| 2013                                                       | „Nie będziesz miał bogów cudzych przede mną”              | –                 |                         | Dziesięć przykazań      |
| 2013                                                       | „Balans” (oraz Kieru)                                     | –                 |                         | singel niealbumowy      |
| 2014                                                       | „Hej, jak leci?”                                          | –                 | - ZPAV: platynowa płyta | Sobota                  |
| 2015                                                       | „Bandycki raj”                                            | 47                | - ZPAV: złota płyta     | Sobota                  |
| 2015                                                       | „Przepraszam”                                             | 45                |                         | Sobota                  |
| 2019                                                       | „Sława” (oraz Major SPZ)                                  | –                 |                         | Urodzony by wygrać      |
| 2019                                                       | „6 rano” (oraz Kabe)                                      | –                 |                         | Urodzony by wygrać      |
| 2023                                                       | „Jesteś taka słodka” (oraz Piękni i Młodzi Dawid Narożny) |                   | - ZPAV: platynowa płyta |                         |
| 2023                                                       | „Wariatka” (oraz Roxaok)                                  |                   | - ZPAV: złota płyta     |                         |
| „ –” oznacza, że singiel nie był notowany na danej liście. |                                                           |                   |                         |                         |

Inne
| Rok  | Album                                                 | Uwagi                                                                      | Źródło  |
| ---- | ----------------------------------------------------- | -------------------------------------------------------------------------- | ------- |
| 2003 | Tony Jazzu – Tony Jazzu                               | gościnnie rap w utworach „Kasa kasa” i „Styl nad style 2”                  | [ 12 ]  |
| 2005 | Projektanci – Mamy to we krwi!                        | gościnnie rap w utworze „Co jest w cenie”                                  | [ 17 ]  |
| 2006 | Mores RSH – Słowo droższe od złota                    | członek zespołu                                                            | [ 13 ]  |
| 2007 | Spółdzielnia (Ogarnij Się!) – Mixtape 1: Tony Jazzu   | członek zespołu                                                            | [ 20 ]  |
| 2007 | 4P, Onil – Zorganizowana grupa rapowa                 | gościnnie rap w utworze „Sztorm”                                           | [ 19 ]  |
| 2007 | Spółdzielnia (Ogarnij Się!) – Mixtape 2: DJ Twister   | członek zespołu                                                            | [ 21 ]  |
| 2008 | Projektanci – Braterstwo krwi                         | gościnnie rap w utworach „Pomocna dłoń” i „Warto wiedzieć”                 | [ 22 ]  |
| 2008 | Spółdzielnia (Ogarnij Się!) – Mixtape 3: DJ Feel-X    | członek zespołu                                                            | [ 24 ]  |
| 2008 | PMM – Polski mistrzowski manewr                       | gościnnie rap w utworze „SZ-N wita!!!”                                     | [ 23 ]  |
| 2009 | Toony, DJ Tomekk – Ehrenkodex                         | gościnnie rap w utworze „Bang, Bang”                                       | [ 28 ]  |
| 2009 | DSN – Dysonans                                        | gościnnie rap w utworze „Konkretnie”                                       | [ 29 ]  |
| 2010 | Sage – Hardcore Dealin’ Department 2010               | gościnnie rap w utworach „StoPro odziej się” i „Problem”                   | [ 33 ]  |
| 2010 | 4P – Zły / Dobry chłopak                              | gościnnie rap w utworze „Nie ma rzeczy niemożliwych”                       | [ 34 ]  |
| 2010 | Buczer – Podejrzany o rap: Mixtape vol.2              | gościnnie rap w utworze „Jestem sobą”                                      | [ 35 ]  |
| 2010 | Smagalaz – Czillen Am Grillen                         | gościnnie rap w utworze „Jedno pytanie”                                    | [ 36 ]  |
| 2010 | DJ Tomekk, Toony – Ehrenkodex                         | gościnnie rap w utworze „Toony – Bang, Bang”                               | [ 37 ]  |
| 2010 | DJ Cube – Forfiter                                    | gościnnie rap w utworze „Forfiter 3”                                       | [ 39 ]  |
| 2010 | Bosski Roman – Krak 3                                 | gościnnie rap w utworze „Niełatwy żywot ulicznego rapera”                  | [ 38 ]  |
| 2010 | Vienio – Etos 2010                                    | gościnnie rap w utworze „Gril te sprawy...”                                | [ 42 ]  |
| 2010 | Grube jointy (kompilacja)                             | rap wutworze „Za damski huj”                                               | [ 40 ]  |
| 2010 | Tony Jazzu – Dla każdego                              | gościnnie rap w utworze „Liczy się wnętrze”                                | [ 43 ]  |
| 2010 | Spółdzielnia (Ogarnij Się!) – Mixtape 4: DJ Feel-X    | członek zespołu                                                            | [ 45 ]  |
| 2010 | Marian Wielkopolski – High Quality                    | gościnnie rap w utworze „Let’s Clap”                                       | [ 44 ]  |
| 2011 | Rena – Mój monopol                                    | gościnnie rap w utworze „Reggae nad Odry brzegiem”                         | [ 48 ]  |
| 2011 | Kali – 50/50                                          | gościnnie rap w utworze „Lajla Lajla”                                      | [ 49 ]  |
| 2011 | Grube jointy 2: karani za nic (kompilacja)            | rap w utworach „Suszyć kruszyć” i „Rusz dupsko na marsz”                   | [ 46 ]  |
| 2011 | Chada – WGW                                           | gościnnie rap w utworze „Rap zaufania”                                     | [ 50 ]  |
| 2011 | Vienio Vs. Way Side Crew – Wspólny mianownik          | gościnnie rap w utworze „Gril te sprawy...”                                | [ 51 ]  |
| 2011 | Rafi – 200 ton                                        | gościnnie rap w utworze „Nie tylko dla kasy”                               | [ 52 ]  |
| 2011 | Macca Squad – Maccaradża mówi dość                    | gościnnie rap w utworze „Xanax”                                            | [ 53 ]  |
| 2011 | Kajman – K2                                           | gościnnie rap w utworze „W jednej chwili”                                  | [ 59 ]  |
| 2011 | Projekt Nasłuch – Nieznani sprawcy                    | gościnnie rap w utworze „Taki ja”                                          | [ 60 ]  |
| 2012 | Wini – Bóg jest miłością                              | gościnnie rap w utworze „Nienawidzę raperów”                               | [ 61 ]  |
| 2012 | Kamelito – Droga Kamelita                             | gościnnie rap w utworze „Grzesznik”                                        | [ 62 ]  |
| 2012 | Borixon – Rap Not Dead                                | gościnnie rap w utworze „Diler”                                            | [ 63 ]  |
| 2012 | Chada – Jeden z Was                                   | gościnnie rap w utworze „To koniec”                                        | [ 64 ]  |
| 2012 | Da NarkoholiXXX – Sex & przemoc. Zakazane piosenki    | gościnnie rap w utworze „Chodź wódkę pić”                                  | [ 65 ]  |
| 2012 | Bosskiskład – Braterska siła                          | gościnnie rap w utworze „Bania u Romana”                                   | [ 68 ]  |
| 2012 | Donatan – Równonoc. Słowiańska dusza                  | gościnnie rap w utworze „Niespokojna dusza”                                | [ 69 ]  |
| 2012 | Buczer – Infamous Mixtape                             | gościnnie rap w utworze „Fałsz”                                            | [ 70 ]  |
| 2013 | Popek – Monster                                       | gościnnie rap w utworze „Ja robię muzę, ty płaczesz”                       | [ 71 ]  |
| 2013 | Drużyna mistrzów 2: sport, muzyka, pasja (kompilacja) | rap w utworze „Ćpaj sport”                                                 | [ 74 ]  |
| 2013 | Bezczel – A.D.H.D                                     | gościnnie rap w utworze „Rzeźnia”                                          | [ 73 ]  |
| 2013 | Kobra – Golden Era                                    | gościnnie rap w utworze „Piją i tańczą”                                    | [ 110 ] |
| 2014 | White House – Kodex 5 Elements                        | gościnnie rap w utworze „Już tego nie robię”                               | [ 111 ] |
| 2014 | Nowe pokolenie 14/44 (kompilacja)                     | rap w utworach „Dlaczego nie nam takiej mocy” i „Kołysanka (smutna rzeka)” | [ 112 ] |
| 2014 | Rozbójnik Alibaba, Jan Borysewicz – Bal maturalny     | gościnnie rap w utworze „Uciec stąd”                                       | [ 113 ] |
| 2014 | Pih – Kino nocne                                      | gościnnie rap w utworze „Jest impreza”                                     | [ 114 ] |
| 2015 | RR Brygada – SoundtRRack                              | gościnnie rap w utworze „Nagi instynkt”                                    | [ 115 ] |
| 2015 | Drużyna Mistrzów 3 (kompilacja)                       | rap w utworach „Samodyscyplina” i „Samodyscyplina” (remix)                 | [ 116 ] |
| 2016 | Tadek – Ostatni Rozkaz                                | gościnny rap w utworze „Moja mała dziewczynko z AK”                        | [ 117 ] |

## Teledyski
| Rok  | Tytuł | Reżyseria/Realizacja                                                   | Album                                | Źródło  |
| ---- | --- | ---------------------------------------------------------------------- | ------------------------------------ | ------- |
| 2009 | „Dzielnia” (gościnnie: Rena) | GCM, ENTA Production                                                   | Urodzony by przegrać, żyje by wygrać | [ 26 ]  |
| 2009 | „Szczecin dawaj na majka” (gościnnie: PMM, Wini, Rena, Specnaz, Sage, Oreu, Seba (Tony Jazzu), Łona, Rymek)                      | GCM                                                                    | Urodzony by przegrać, żyje by wygrać | [ 27 ]  |
| 2009 | „Stoprocent 2” (gościnnie: Kool Savas, Gural, Wall-e, Rytmus, Bigz, Matheo)                                                      | Jasiek Holoubek, Filip Tymczyszyn, Tomasz Jankowski, Filip Fijalkowski | Sobotaż                              | [ 32 ]  |
| 2010 | „Tańcz głupia” | –                                                                      | Sobotaż                              | [ 31 ]  |
| 2011 | „Jesteś już mój, jesteś już moja”                                                                                                | Marcin Pawełczak                                                       | Gorączka sobotniej nocy              | [ 55 ]  |
| 2011 | „Zabroń mi” | Marcin Pawełczak, Winicjusz Bartków                                    | Gorączka sobotniej nocy              | [ 56 ]  |
| 2012 | „Mój czas” (gościnnie: Matheo, Starszy, Doych)                                                                                   | DirtMiron                                                              | Gorączka sobotniej nocy              | [ 57 ]  |
| 2013 | „Zrób na to ciach” | 5tayfresh                                                              | –                                    | [ 118 ] |
| 2013 | „Nie będziesz miał bogów cudzych przede mną”                                                                                     | 9 Liter Filmy                                                          | Dziesięć przykazań                   | [ 119 ] |
| 2013 | „Nie kradnij” | 9 Liter Filmy                                                          | Dziesięć przykazań                   | [ 120 ] |
| 2014 | „Kochaj bliźniego swego jak siebie samego” (gościnnie: Tomb, Bonson, Matheo, Kieru, Freon, Strach, Mustafa, Borixon, Rena, Wini) | 9 Liter Filmy                                                          | Dziesięć przykazań                   | [ 121 ] |
| 2014 | „Hej, jak leci?” | A1 Videos                                                              | Sobota                               | [ 122 ] |
| 2014 | „#Hot16Challenge” | –                                                                      | –                                    | [ 123 ] |
| 2015 | „Jebać miłość” (oraz Matheo) | –                                                                      | Czekając na Sobotę                   | [ 124 ] |
| 2015 | „Jeszcze będzie hajc” (oraz Matheo; gościnnie: Buczer, Bezczel)                                                                  | Piotr Gołdych, Ewelina Marcinkowska                                    | Czekając na Sobotę                   | [ 125 ] |
| 2015 | „JP na Stoprocent” (oraz Matheo, gościnnie: Popek, Bosski Roman)                                                                 | Piotr Gołdych                                                          | Czekając na Sobotę                   | [ 126 ] |
| 2015 | „Jazzowe manewry” (oraz Matheo; gościnnie: Wu)                                                                                   | BNT                                                                    | Czekając na Sobotę                   | [ 127 ] |
| 2015 | „Na wszelki wypadek” (oraz Matheo)                                                                                               | –                                                                      | Czekając na Sobotę                   | [ 128 ] |
| 2015 | „Bandycki raj” | 9 Liter Filmy                                                          | Sobota                               | [ 129 ] |
| 2016 | „Jestem stąd” (gościnnie: Lukasyno)                                                                                              | Michał Jarczyk                                                         | Sobota                               | [ 130 ] |
|      | Gościnnie |                                                                        |                                      |         |
| 2011 | Smagalaz – „Jedno pytanie” (gościnnie: Sobota, Sage, Rena)                                                                       | –                                                                      | Czillen Am Grillen                   | [ 131 ] |
| 2012 | Donatan – „Niespokojna dusza” (gościnnie: Chada, Słoń, Sobota)                                                                   | Piotr Tutka                                                            | Równonoc. Słowiańska dusza           | [ 132 ] |
| 2012 | Wice Wersa – „Na chate cza iść” (gościnnie: Sage, Sobota, Tede)                                                                  | –                                                                      | –                                    | [ 133 ] |
| 2012 | Da NarkoholiXXX – „Chodź vódke pić” (gościnnie: Sobota, Bezczel)                                                                 | OGfilms                                                                | Sex & przemoc. Zakazane piosenki     | [ 66 ]  |
| 2013 | Rena – „Ulice” (gościnnie: Sobota, Verte)                                                                                        | 9 Liter Filmy                                                          | Uliczna psychologia                  | [ 134 ] |
| 2013 | HDS – „Smak zwycięstwa” (gościnnie: Sobota)                                                                                      | 9 Liter Filmy                                                          | HDS                                  | [ 135 ] |
| 2013 | Popek – „Ja robię muze, ty płaczesz” (gościnnie: Sobota, Rena, Wini)                                                             | Hitvision                                                              | Monster                              | [ 72 ]  |
| 2013 | Matheo – „Essa Kolynda” (gościnnie: Wini, Rena, Sobota, Bonson, Tomb)                                                            | A1 Videos                                                              | –                                    | [ 136 ] |
| 2014 | Rozbójnik Alibaba i Jan Borysewicz – „Uciec stąd” (gościnnie: Sobota)                                                            | 9 Liter Filmy                                                          | Bal maturalny                        | [ 137 ] |
| 2014 | Tony Jazzu – „Styl nad style 3” (gościnnie: Sobota)                                                                              | Rafał Latarnik                                                         | W cenie sztuki                       | [ 138 ] |
| 2014 | Pih – „Jest impreza” (gościnnie: Sobota, Ero, Fu)                                                                                | Insane Film                                                            | Kino nocne                           | [ 139 ] |
| 2016 | „Świat u stóp” (Empire Music Studio, Matheo, Popek, Sobota, Timbaland)                                                           | –                                                                      | Empire Force One                     | [ 140 ] |
|      | Inne |                                                                        |                                      |         |
| 2007 | Peja, Gural, Kaczor, Pih, Borixon, Kajman, Sobota, Miodu – „Stoprocent Tour”                                                     | Filip Tymczyszyn                                                       | –                                    | [ 18 ]  |
| 2010 | „Za damski huj” | –                                                                      | Grube Jointy                         | [ 41 ]  |
| 2011 | Sobota – „Rusz dupsko na marsz” (gościnnie: Łata, Czutek)                                                                        | 85'sunrise                                                             | Grube jointy 2: Karani za nic        | [ 47 ]  |
| 2012 | Sobota, Verte, Rak Raczej – „FFL”                                                                                                | First Floor Studio                                                     | –                                    | [ 141 ] |
| 2013 | Sobota, Kieru – „Balans” | Toczy Videos                                                           | –                                    | [ 142 ] |
| 2013 | VNM, Sobota, Tede, Kieru – „Na zajawie 2”                                                                                        | Cam-L Studio                                                           | –                                    | [ 143 ] |
| 2014 | Sobota, Mateusz Krautwurst – „Dlaczego nie mam takiej mocy”                                                                      | 9 Liter Filmy                                                          | Nowe pokolenie 14/44                 | [ 144 ] |
| 2015 | Sobota, Anna Karwan – „Kołysanka (smutna rzeka)”                                                                                 | 9 Liter Filmy                                                          | Nowe pokolenie 14/44                 | [ 145 ] |
| 2015 | Bosski Roman, Sobota – „Samodyscyplina” Bosski Roman, Sobota – „Samodyscyplina” (remix)                                          | 9 Liter Filmy                                                          | Drużyna Mistrzów 3                   | [ 116 ] |
| 2016 | Sobota, Bonson, Bilon, Anna Karwan, Kieru, Wini, Matheo – „Trzy korony”                                                          | Maciej Kawulski                                                        | –                                    | [ 146 ] |

## Filmografia
| Tytuł              | Rok  | Uwagi                                      | Źródło               |
| ------------------ | ---- | ------------------------------------------ | -------------------- |
| „Kozackie klimaty” | 2005 | film dokumentalny, realizacja: ZKF Skandal | [ 14 ] [ 15 ] [ 16 ] |
| „Totem”            | 2017 | jako Igor                                  | [ 147 ]              |
| „Kobiety mafii”    | 2018 | jako „Kosa”                                | [ 148 ]              |
| „Kobiety mafii 2”  | 2019 | jako „Kosa”                                | [ 149 ]              |

## Walki freak show fight

### MMA
21 listopada 2020 roku zadebiutował w mieszanych sztukach walki (MMA) podczas gali typu freak show fight Fame 8: Dubiel vs. Blonsky. Przeciwnikiem Soboty był raper Filip „Filipek” Marcinek. Pojedynek po trzech rundach zwyciężył jednogłośnie na punkty Filipek.

### Boks
19 lutego 2022 roku stoczył walkę dla nowo powstałej freak show fight’owej federacji, Prime Show MMA podczas gali „Prime 1: Zadyma” na zasadach bokserskich, gdzie zmierzył się z Adrianem Salwą, znanym w mediach jako „PuszBarber”. Zwyciężył jednogłośną decyzją sędziów.